# Boussole solaire

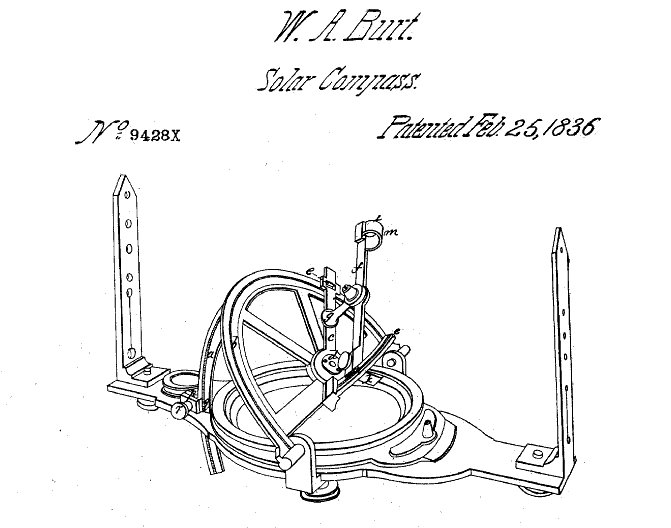
Compas solaire

La boussole solaire, ou compas solaire, est un instrument de navigation permettant de retrouver le nord à partir de l'ombre d'un gnomon projetée par le soleil.
Utiliser l'ombre du soleil pour retrouver le nord est connu au moins depuis les Vikings qui avaient déjà le Compas solaire viking qui met en application ce phénomène physique pour naviguer sur l'océan.
Antoine Parent mathématicien français proposa un modèle de cadran analemmatique en 1701, qui est la base des boussoles solaires.
William Austin Burt en a inventé et fabriqué un modèle qu'il breveta le 25 février 1836, au bureau des brevets des États-Unis. L'instrument reçut une médaille à l'exposition universelle de 1851. La plus grande mine de cuivre au monde fut découverte grâce au compas solaire de Burt, dans le Michigan, pour le compte de la société Calumet et Hecla.
Ralph A. Bagnold mit au point une variante robuste de ce dispositif qu'il utilisa lors de ses explorations en voiture (Bagnold and King 1931) du désert libyen autour de 1930. En effet, la direction de l'aiguille du compas est perturbée par la masse métallique du véhicule, et les vibrations du véhicule rendent l'utilisation de la boussole magnétique quasi impossible. Pendant la seconde guerre mondiale, la boussole solaire fut utilisée pour les traversées de la grande mer de sable par les membres du Long Range Desert Group créé par Ralph A. Bagnold apportant un avantage majeur aux armées alliées.

## Description la boussole solaire de Burt
La boussole solaire est un instrument de précision en laiton qui permet de déterminer la direction du vrai nord à l'aide du soleil et d'autres observations astronomiques, au lieu du pôle Nord magnétique. La boussole solaire, contrairement à la boussole classique, n'est pas influencée par le magnétisme. Le gouvernement des États-Unis demanda que l'arpentage des terres soit fait avec la boussole solaire, car dans de nombreux cas le coût pour arpenter précisément les terres situées sur des dépôts de minéraux lourds (lesquels interfèrent avec les instruments normaux) aurait excédé la valeur du terrain.

## Fonctionnement de la boussole solaire de Bagnold
Une boussole solaire n'est en fait qu'un cadran solaire mobile. Pour un cadran solaire en configuration normale, il est correctement orienté et il est fixe. On lit l'heure que l'on ne connaît pas en observant l'ombre du gnomon.
Pour un cadran solaire en configuration boussole solaire, il n'est pas correctement orienté et il est mobile. On connaît l'heure, mais c'est comme si le cadran solaire était mal orienté, on va tourner le cadran pour que l'heure soit juste : on va donc trouver la direction sud-nord.
La boussole solaire de Bagnold est constituée d'un rapporteur rond fixe gradué en degrés dans le sens trigonométrique, un disque (éventuellement gradué) tourne au-dessus du premier, une flèche est dessinée dessus. Un "gnomon" est fixé au centre. Des images sont disponibles sur le site de l'Imperial War Museum à Londres ainsi que sur celui du National Army Museum. L'histoire de cet instrument et son utilisation sont détaillées dans Gross 2011, avec un exemple de réalisation en papier.
Connaissant sa position actuelle, la date dans l'année et l'heure exacte, un observateur peut à l'aide de calculs astronomiques (compilés dans les "Éphémérides Astronomiques", ou dans des tables spéciales pré calculées par Bagnold) la position exacte du soleil dans le ciel. Cette position se traduit en pratique par deux angles, la "hauteur" et l"azimut" (Z), ce sont les composantes du système de coordonnées horizontales. Le premier angle est celui entre l'horizon et le soleil (il est utilisé en marine pour la droite de hauteur). Le second qui nous intéresse ici est l'angle projeté sur le plan horizontal entre le nord (ou le sud suivant la convention choisie) et la direction du soleil. L'observateur fait tourner la partie supérieure pour que la flèche marque l'azimut. On conçoit alors que puisque si Z est connu, l'observateur peut trouver le nord à partir de l'ombre du gnomon en alignant cette ombre du gnomon sur la flèche.
Ensuite, l'observateur tourne lentement et régulièrement au cours du temps une vis sans fin qui fait tourner le rapporteur supérieur d'un tour par jour, la rotation compensant la rotation de la terre et donc la rotation de l'ombre du gnomon. La boussole indique donc bien toujours le nord grâce à cette compensation.

## Autres boussoles solaires
De nombreux modèles ont existé, : le modèle de Cole, celui de Howard (Hall 1967), 
ou celui de Abrams, la page allemande de Wikipédia donne d'autres exemples comme 
l'astrocompass.

## Sources
- Burt, William A. Description of the Solar Compass (Detroit, 1844).
- Burt, William A. A Key to the Solar Compass, and Surveyor’s Companion, third edition, publisher D. van Nostrand, (New York, 1873).
- Burt, John, History of the Solar Compass Invented by Wm. A. Burt (Detroit, 1878).
- Farmer, Silas, The history of Detroit and Michigan, 1899
- Fuller, George Newman, Michigan history, Volume 6, Michigan Department of State, 1922
- Tuttle, Charles Richard, General History of the state of Michigan with biographical sketches, R. D. S. Tyler & Co., Detroit Free Press Company, 1873
- White, James T., Cyclopedia of American Biography, volume xviii, 1922
- Kuno Gross “The Bagnold sun-compass, history and utilization” Books on demand 2011
- R. A. Bagnold and W. J. Harding King “Journeys in the Libyan Desert 1929 and 1930”, The Geographical Journal, Vol. 78, No. 6 (Dec., 1931), p. 524, 526 & 535 https://www.jstor.org/stable/1784967
- W. B. Kennedy Shaw "Desert Navigation: Some Experiences of the Long Range Desert Group", The Geographical Journal, Vol. 102, No. 5/6 (Nov. - Dec., 1943), p. 253-258 Published by The Royal Geographical Society, Stable URL: https://www.jstor.org/stable/1789135
- Bureau des Longitudes, "Ephémérides Astronomiques" https://www.imcce.fr/content/medias/publications/publications-institutionnelles/CDT_2020_ebook.pdf
- D. N. Hall, "A Simple Method of Navigating in Deserts", The Geographical Journal, Vol. 133, No. 2 (Jun., 1967), p. 192-205 https://www.jstor.org/stable/1793271
- MALCOLM BARNFIELD, THE SUNDIAL GOES TO WAR  http://www.sundials.co.za/THE%20SUNDIAL%20GOES%20TO%20WAR%20web.pdf